# Made in Italy (singolo Luciano Ligabue)
Made in Italy è un singolo di Luciano Ligabue pubblicato l'11 novembre 2016, secondo estratto dall'album Made in Italy. Anticipa di una settimana l'uscita dell'omonimo disco, l'undicesimo di inediti del cantante emiliano.

## La canzone
La canzone racconta la seconda luna di miele del protagonista dell'album, Riko e di sua moglie. Nella canzone vengono nominate e descritte alcune delle più famose città italiane, citandone i luoghi più importanti o gli avvenimenti più conosciuti, due possibili esempi possono essere le frasi "Bologna ha nel cuore una vecchia stazione" e "In centro a Firenze una tipa che danza e celebra la primavera". La prima frase ricorda la strage di Bologna nella propria stazione per la quale nel video si può notare un orologio fermo sulle 10:25, ora dell'esplosione della bomba che uccise 85 persone e ne ferì altre 200. La seconda frase ammira la bellezza e la maestosità della Venere di Botticelli.

## Video musicale
Il videoclip si divide in due tipi di riprese: quella live e quella stop motion. Paolo De Francesco è lo scrittore e l'ideatore del video con l'aiuto di Era Ora e Ivana Gloria.
La parte live del video è stata girata al deposito locomotive di Reggio Emilia.
La parte stop motion è stata animata e diretta da Era Ora e Ivana Gloria.

## Formazione
Musicisti
- Luciano Ligabue – voce, chitarra, arrangiamento
- Max Cottafavi – chitarra
- Federico Poggipollini – chitarra elettrica, cori
- Davide Pezzin – basso
- Luciano Luisi – tastiera, cori
- Michael Urbano – batteria, percussioni
- Massimo Greco – tromba, flicorno soprano
- Emiliano Vernizzi – sassofono tenore
- Corrado Terzi – sassofono baritono

Produzione
- Luciano Luisi – produzione, registrazione
- Claudio Maioli – produzione esecutiva
- Pino Pischetola – missaggio
- Antonio Baglio – mastering presso i Miami Mastering di Miami
- Stephen Marcussen – mastering presso i Marcussen Mastering di Los Angeles
- Paolo De Francesco – copertina
- Toni Thorimbert – fotografia